# Marcelo Bielsa
Marcelo Alberto Bielsa Caldera, född 21 juli 1955 i Rosario, är en argentinsk fotbollstränare som senast tränade Leeds United FC. Han går under smeknamnet El Loco Bielsa (Galne Bielsa). Han har tidigare bland annat varit förbundskapten för Argentina och Chile, samt tagit Athletic Bilbao till final i Europa League. 
Bielsa är högt respekterad och räknas som en av de mest innovativa fotbollstränarna i världen. Flera yngre framstående managers betraktar honom som en mentor och avgörande inspirationskälla i synen på fotboll, bland dem Pep Guardiola, Mauricio Pochettino och Diego Simeone.

## Spelarkarriär
Under sin aktiva karriär agerade han som försvarare i de argentinska klubbarna Newell's Old Boys och Argentino de Rosario, men redan efter tre år drog han sig tillbaka. 

## Tränarkarriär

### Newell's Old Boys
1990 började Bielsa sin tränarkarriär då han antog jobbet hos Newell's Old Boys, en period som han senare skulle beskriva som den lyckligaste tiden i hans karriär. Under Bielsas tränarskap vann klubben den argentinska Clausura-titeln säsongen 1991-1992.

### Espanyol
Efter att ha tillbringat större delen av 90-talet som tränare i Argentina och Mexiko blev Bielsa 1998 tränare i spanska Espanyol. Han blev dock endast kvar i två månader på posten varefter han erbjöds att träna det argentinska landslaget.

### Argentina
Argentina vann kvalspelet till VM i Japan och Sydkorea 2002 och Bielsa utsågs av IFFHS till 2001 års bäste tränare, men väl i mästerskapet slogs hans lag ut direkt, som grupptrea efter Sverige och England. Trots motgången fick Bielsa fortsätta som tränare, och 2004 vann hans Argentina OS-guld i Aten. Kort efter turneringen lämnade han oväntat sin tjänst, med hänvisning till att han fått slut på energi.

### Chile
10 augusti 2007 utsågs Bielsa till Chiles nya coach. Under hans ledning kvalificerade sig landet för VM i Sydafrika 2010, och lyckades där ta sig vidare som grupptvåa efter blivande världsmästarlaget Spanien. I åttondelsfinalen förlorade Bielsas mannar mot Brasilien, men mästerskapet firades som en enastående framgång i Chile, som dessförinnan inte vunnit en VM-match på 48 år. Trots sin stora popularitet bland landslagets supportrar lämnade Bielsa jobbet som förbundskapten 2011. Detta skedde som en följd av en konflikt med det chilenska fotbollsförbundet.

### Athletic Bilbao
Mellan 2011 och 2013 tränade Bielsa Athletic Bilbao i spanska La Liga, och ledde laget till en tiondeplats och en tolfteplats i ligan. Under den första säsongen åtnjöt Bielsas Bilbao framgångar i såväl inhemska som europeiska cuper. Man gick till final i Europa League efter att ha slagit ut bland andra Manchester United och Schalke 04, men förlorade där mot Atlético Madrid. Endast två veckor senare förlorade Bilbao även finalen i Copa del Rey mot FC Barcelona. Under hans andra säsong i klubben blev resultaten sämre, och Bielsa fick till sist inte förnyat förtroende av klubbledningen.

### Olympique Marseille, Lazio, Lille
Efter ett års uppehåll från tränarjobbet utnämndes Bielsa i maj 2014 till manager för Olympique de Marseille. Han lämnade klubben efter ett år och tränade därefter Lazio och Lille.

### Leeds United
Den 13 juni 2018 blev Bielsa huvudtränare i den engelska Championship-klubben Leeds United. Laget inledde säsongen starkt och den 18 augusti 2018 blev Bielsa klubbens första manager nångonsin att vinna alla sina fyra första matcher. Efter att ha fört Leeds till serieledning med fyra segrar och två oavgjorda resultat på säsongens sex första omgångar, vann Bielsa EFL:s utmärkelse som Championship Manager of the Month för augusti 2018.
Bielsas Leeds tillbringade två tredjedelar av säsongen inom de två högsta tabellplatser som innebär direktuppflyttning till Premier League, men halkade under den sista månaden ner till tredje plats och förlorade därefter playoffsemifinalen mot Derby County. Trots misslyckandet att nå uppflyttning sågs Bielsas första säsong i Leeds som en stor framgång, och han blev omåttligt populär bland supportrar. Tredjeplatsen var klubbens högsta ligaplacering sedan 2003 och man hade med i stort sett samma spelarmaterial slutat på 13:e plats säsongen innan. Den 28 maj 2019 meddelande Leeds United att man kommit överens med Bielsa om en fortsättning över säsongen 2019/2020.
Leeds inledde säsongen 2019/2020 lite trevande men tog sig i november upp på en av de två direktuppflyttningsplatserna, en position som de höll säsongen ut. Efter en stark avslutning höll Leeds avståndet till konkurrerande lag och uppflyttningen samt seriesegern var klar med två matcher kvar att spela, 16 års väntan i klubben var över, Bielsa var mannen som tog laget till Premier League. Bielsas popularitet var enorm och han fick förnyat förtroende att leda laget i Premier League säsongen 2020/2021.

## Taktik
Bielsa har gjort sig känd för att lägga stor tonvikt på spelarnas fysik och form, och att spela med mycket hög press. Han vill att hans lag spelar offensivt, och bygger upp spelet bakifrån med passningar längs marken. Inför tävlingsdebuten med Leeds förklarade Bielsa att han föredrar att hans lag anfaller mer än de försvarar, och att om de måste försvara sig så är målet att så snart som möjligt anfalla igen.
Bielsa använder ofta en mindre spelartrupp än många andra managers. Han föredrar att ha arton a-lagsspelare på liknande nivå, och fyra ungdomar som kan utvecklas och fylla på i huvudtruppen vid behov.